# Spock (Star Trek)
Spock is een personage uit de televisieserie Star Trek en de hierop gebaseerde films, waaronder die uit 2009: Star Trek. Hij speelde ook een rol in de op Star Trek gebaseerde tekenfilmserie. Spock is half mens, half Vulcan. Zijn moeder is een mens genaamd Amanda Grayson, zijn vader is Sarek, een Vulcan. Spocks  pleegzus is Michael Burnham.
Spock is een ruimtevaartofficier die allereerst dient onder kapitein Christopher Pike en vervolgens onder kapitein James T. Kirk. In de serie gaat het hoofdzakelijk om deze laatste betrekking. Hij eindigt zelf als kapitein van een Enterprise-ruimtevaartuig. Nadat Spock in de serie met pensioen gaat wordt hij ambassadeur op de planeet Romulus om de twee verwante volken, de Romulans en de Vulcans met elkaar te herenigen.
Spock wordt door kapitein Kirk vaak aangesproken als Mr. Spock, in de serie zijn officiële titel aan boord van het ruimteschip.
(Mr.) Spock is een personage waarbij het verstand voorop staat en die op grond daarvan alles logisch tracht te analyseren, een gevolg van zijn Vulcan-afkomst. Sporadisch komt toch echter ook zijn halfmenselijke natuur naar boven. Vooral Dr. McCoy is er alles aan gelegen om dat laatste te laten plaatsvinden. Een bijzonder in het oog springende lichamelijke eigenschap van Spock vormen zijn oren die in tegenstelling tot die van mensen niet rond maar puntig zijn.
Spock heeft als Vulcan bepaalde eigenschappen tot zijn beschikking. Zo is hij in staat om met een bepaalde greep in de nek personen bewusteloos te laten neervallen, kan hij door zijn vingers op iemands gezicht te plaatsen erachter komen wat die andere persoon weet en heeft hij de mogelijkheid om zijn ziel aan iemand over te dragen mocht hij in levensgevaar komen te verkeren. De Vulcaanse groet wordt vaak vergezeld van de wens "live long and prosper" (vertaling: leef lang en vaar wel).
Het personage Spock wordt in de originele series en films gespeeld door de Amerikaanse acteur Leonard Nimoy, in de film uit 2009 wordt het personage neergezet door Zachary Quinto. Leonard Nimoy komt zelf ook voor in deze film, hij speelt de rol van de oude Spock uit de toekomst. Ethan Peck speelt de jonge Spock in Discovery en Strange New Worlds.

## Acteurs

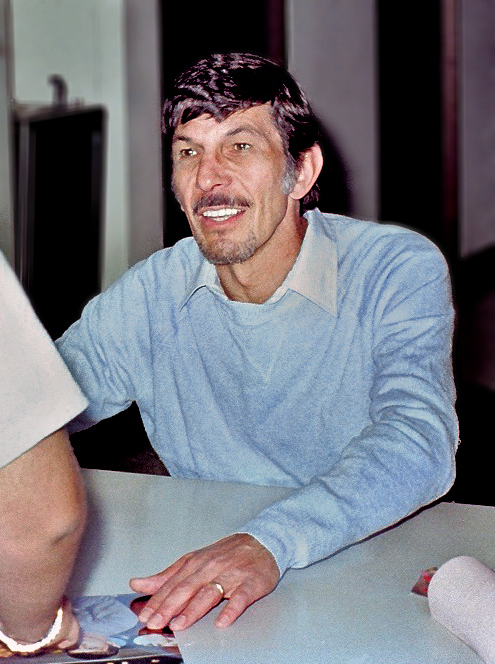
Leonard Nimoy speelt Spock in de oorspronkelijk Star Trek-serie
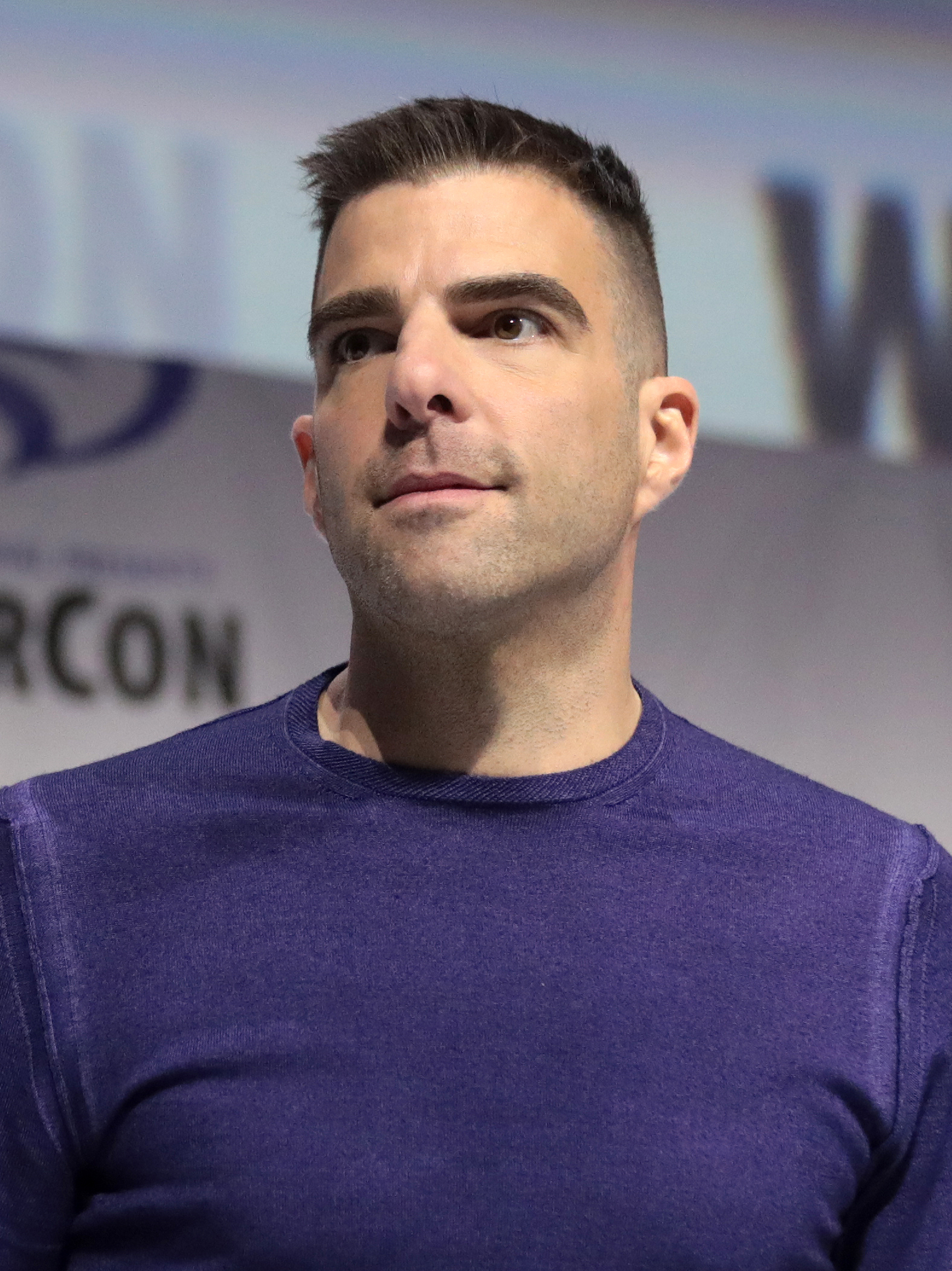
Zachary Quinto speelt Spock in de Star Trek-reboot uit 2009
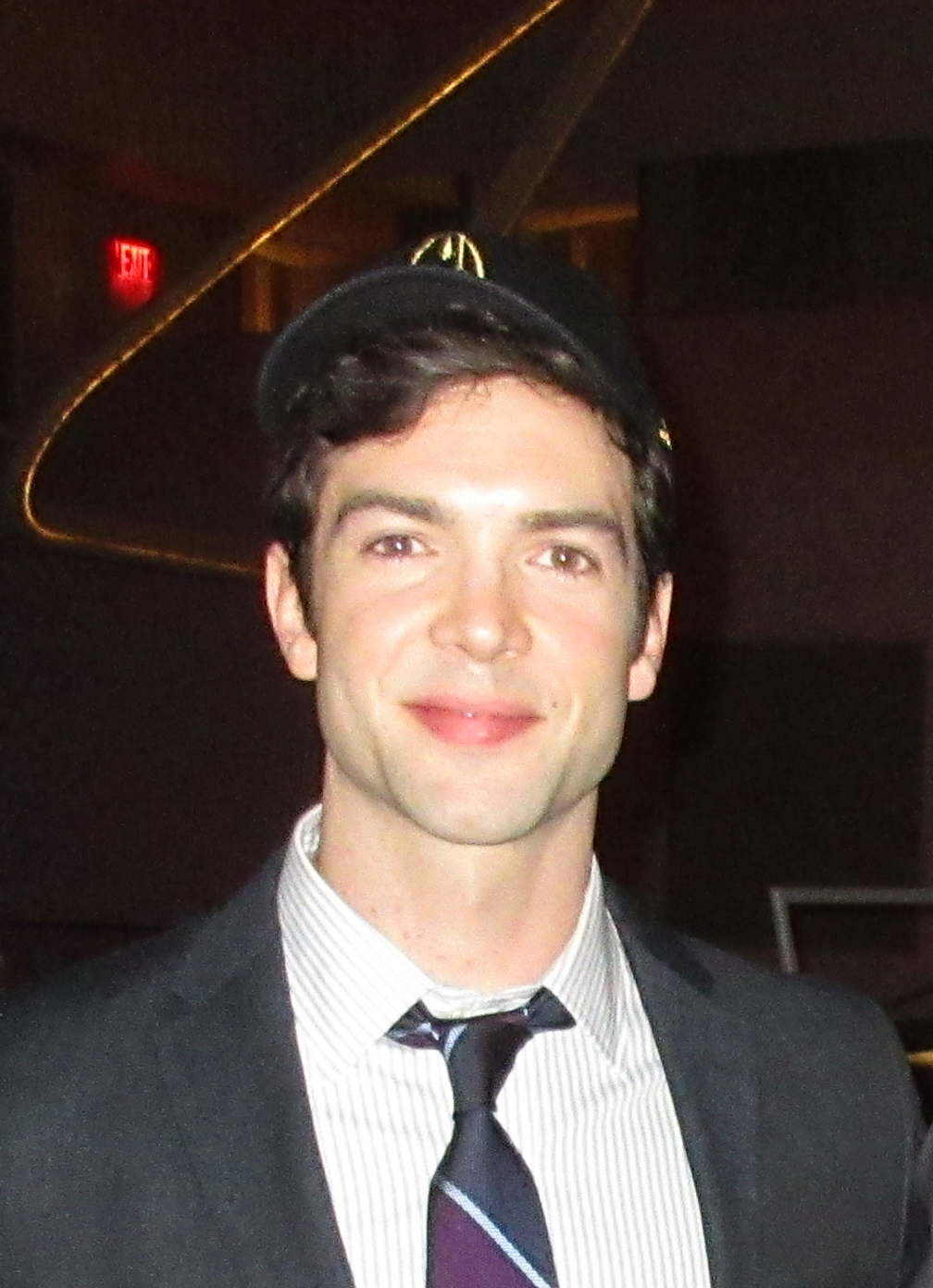
Ethan Peck speelt Spock in Discovery en Strange New Worlds